# Sacristán de Viejarrúa
Sacristán de Viejarrúa fue el pseudónimo utilizado por Sebastián Calderón y Villoslada, poeta burgalés del siglo XVII, autor de los Epigramas del Sacristán de Vieja Rúa.

## Reseña biográfica
Licenciado y Doctor por la Universidad de Salamanca, beneficiado de la parroquia burgalesa de Vejarrua y canónigo de la Catedral de Burgos, nació en esta ciudad en dicha parroquia el 19 de enero de 1584, siendo sus padres Juan Calderón y Cerezo y Ana Villoslada. Murió en su localidad natal el 7 de diciembre de 1653 y fue sepultado en la capilla de San Enrique de la citada Catedral, cerca del altar de la Magdalena.

## Obra
Sebastián Calderón y Villoslada escribió los Epigramas del Sacristán de Vieja Rúa, obra compuesta de un prólogo, un poema de carácter autobiográfico titulado “A la vida del Sacristán de Vieja Rúa", y diez libros de epigramas, cada uno integrado por un centenar de composiciones. Diversos poemas de su obra fueron publicados a partir del siglo XIX de forma fragmentaria por diferentes estudiosos  y no fue hasta 2003 que Esteban Hernández Vicente lo editó íntegramente en dos volúmenes publicados por la Institución Fernán González, de Burgos.